# 1808年5月2日、マドリード
『1808年5月2日、マドリード』（1808ねん5がつふつかマドリード、西: El 2 de mayo de 1808 en Madrid, 英: The 2nd of May 1808 in Madrid）は、スペインのロマン主義の巨匠フランシスコ・デ・ゴヤが1814年に制作した絵画である。油彩。『1808年5月3日、マドリード』（El 3 de mayo en Madrid）の対作品で、1808年5月2日の民衆の蜂起を記念するために制作された。両作品は新古典主義様式の戦争を描いた壮大な絵画とは異なる、普遍的広がりを持つ戦争災害を反映している。その構図は劇的なリアリズムによって貫かれ、また印象派的様式は19世紀後半フランスのエドゥアール・マネといった画家たちの登場を予告するだけでなく、実際に彼らに影響を与えた。現在は両作品ともにマドリードのプラド美術館に所蔵されている。またサラゴサのゴヤ美術館＝イベルカハ・コレクション＝カモン・アスナル美術館と個人コレクションに油彩による準備習作が所蔵されている。

## 主題
1807年、ポルトガルを征服したナポレオンは、スペイン国王カルロス4世とマヌエル・デ・ゴドイにポルトガルと北スペインの支配を要求した。ゴドイは国王に南アメリカへの亡命を勧めたが、1808年3月にフェルナンド派によって阻止された。彼らはゴドイを罷免させ、王太子フェルナンドを即位させるため、カルロス4世を退位させた。ナポレオンはスペインの混乱に乗じてマドリードを占領し、カルロス4世とフェルナンドをスペインとの国境に近いバイヨンヌに招致し、スペインがカトリック教国として独立を維持する条件として、両者の退位と、ナポレオンの指名する者に統治させることを要求した。これによりナポレオンの兄ジョゼフ・ボナパルトがスペイン国王ホセ1世として即位したが、この武力支配に対して1808年5月2日、マドリードの民衆は暴動を起こした。この民衆蜂起はジョアシャン・ミュラによって鎮圧され、数百人が銃殺されたが、この出来事をきっかけにスペイン全土で地方蜂起が起き、半島戦争が展開された。

## 制作経緯

対作品『1808年5月3日、マドリード』。1814年。プラド美術館所蔵。

『1808年5月2日、マドリード』および『1808年5月3日、マドリード』の制作は、伝統的に半島戦争終結後の1814年5月13日に、フェルナンド7世がマドリードに帰還した際に催された祝賀行事と関連づけられてきたが、近年は異なる状況で制作されたことが判明している。祝賀行事の数か月前、ゴヤは枢機卿ルイス・マリア・デ・ボルボーン・イ・バリャブリガが主宰する摂政評議会に宛てた1814年2月24日付けの書簡の中で、「ヨーロッパの暴君に対する私たちの輝かしい反乱の最も注目に値する英雄的な行為や場面を、自身の筆によって不滅にしたいという熱烈な願望」を表明した。その提案は好評で、画材の費用や途中発生した費用も財務省が負担しただけでなく、「これほど著名で尊敬に値する巨匠が、高齢であっても、生きる手段を欠くことがないように」、ゴヤが作品を描き上げるまでの間、毎月1,500レアルの報酬が与えられた。作品はおそらく1814年の秋に描き上げることができた。ゴヤが制作に約半年を費やし、合意された金額が支払われた場合、総額9,500レアルから10,000レアルの報酬を受け取ったと考えられている。

## 作品
ゴヤは、フランス軍の4軍団の兵士、マムルーク騎兵、皇后近衛竜騎兵、戦列歩兵、近衛擲弾兵と対峙する、スペインの反乱軍を描いている。彼らはマドリードの市民や地方の同胞で構成され、画面左と後方からフランス兵の行く手を阻んでおり、フランス兵は馬の進路を変えながらサーベルを振るおうとしている。マドリードの往来は流血と煙と喧騒に包まれ、兵士や市民の遺体が散乱している。
構図で最も際立っているのはフランス兵であり、とりわけ画面中央で白馬の上で血を流して死んでいるマムルーク騎兵の遺体に焦点が当てられている。彼の赤色のズボンは白馬と対照的である。白馬はまた傷口から鮮血を噴出させており、別の赤い色が付けられている。白馬を傷つけている市民の男性は『1808年5月3日、マドリード』で処刑された男性と同じ服を着ており、これにより作品間に強いつながりが確立されている。スペイン人は様々な地域の特徴的な衣装で描かれている。画面左の倒れた馬に身を乗り上げてマムルーク騎兵を攻撃している男は、服装からバレンシアの出身であろう。ゴヤと同様に、構図の中で反乱軍とフランス軍を襲う戦争の非合理性を意識していると思われる唯一の登場人物は馬であり、彼らの恐怖に満ちた視線は鑑賞者に対してまっすぐ向けられている。背景のピンクがかった空は市民が日の出とともに蜂起したことを表している。空には碑文らしきものが記されているが、うっすらと記されたそれはぼやけて正確に読み取ることはできない。画面左の遠景には教会のクーポラを思わせる建築物が見える。

### 図像的源泉
1808年5月2日と3日の出来事は、フランス軍に対するマドリード市民の蜂起に取材した4つの図像を生み出した。これらはいずれも蜂起の重要な瞬間に焦点を当てている。4つの場面とはそれぞれ、5月2日にマドリードから王子と王女を連れ去るためのフランスの馬車に対する市民の襲撃、マドリード市民とフランス軍（とりわけナポレオンのマムルーク騎兵隊）との市街戦、ルイス・ダオイス・イ・トーレスとペドロ・ベラルデ・イー・サンティランによる砲兵舎の防衛戦、そして最後に5月3日早朝にフランス軍によって行われた市民の処刑である。これらの4つの場面は様々な版画で表現された。ゴヤはマドリードの人々の怒りと反乱軍の鎮圧の両方を捉えるため、これらの中から最も血なまぐさい第2と第4の場面を選択した。両作品の図像的源泉を探そうとする研究者たちは、ゴヤが知っていたであろう版画や挿絵を指摘しているが、これらの作品との共通点はほとんど認められない。それにもかかわらず、本作品の構図に登場するフランス軍のマムルーク騎兵隊や画面右側に描かれた皇后近衛竜騎兵の軍服は史実に忠実であることを示している。これはゴヤがマドリード市民とフランス軍の市街戦を実際に目撃し、正確な情報を得ることができたことを示唆している。
むしろ、両作品の図像を理解するうえで不可欠なのは、ゴヤが1810年以降制作に取り組んでいた連作版画《戦争の惨禍》である。《戦争の惨禍》制作の発端は、ゴヤをはじめとする画家たちが1808年夏のサラゴサ包囲戦で防衛を指揮したホセ・デ・パラフォックス将軍に招集され、サラゴサの荒廃と惨状をその目で見たことにあった。実際に《戦争の惨禍》はゴヤがサラゴサで受けた強烈な印象が如実に見て取れ、また、制作時期が重なる両作品と《戦争の惨禍》の登場人物の間には多くの類似点が見出せる。このように、両作品は場面をより劇的に描くゴヤの豊かな想像力だけでなく、戦争を見つめる強烈なリアリズムで貫かれている。

### 絵画の舞台
マドリード市民とフランス軍の衝突は多くの場所で発生したため、絵画の舞台がどこであるかについても多くの推測がなされた。これらの推測のいくつかは画面左遠景の建築要素を手掛かりとしており、主要な候補としてプエルタ・デル・ソル、セバダ広場、サン・フェリペ教会（Church of San Felipe）から見たマヨール通り、ブエン・スセソ教会と王立郵便局のあるカレタス通り、サン・フランシスコ・エル・グランデ教会のクーポラがあるヌエバ通り（Calle Nueva）、ブエン・スセソ教会から見た王宮などが指摘されている。しかしこれらは仮説に過ぎず、ゴヤは事件をより一般的に表現することに興味を持っていたと考えられる。

## 来歴
完成した絵画は王室コレクションの一部となり、王宮内の国王の部屋に飾られた。しかし新しく誕生した国王フェルナンド7世にはあまり歓迎されなかったようである。ゴヤが両作品で描いたものは「ヨーロッパの暴君に対する輝かしい反乱」の英雄的行為というよりは、むしろスペイン人の野蛮な攻撃とそれに対するフランス軍の残虐な反応であった。加えて、画面の中でマドリード市民に与えられた中心的な役割は、フェルナンド7世に反対する自由主義的な意味合いを持ち、国王にとって危険であった可能性がある。こうした理由から絵画はおそらくそれほど高く評価されず、早くからプラド美術館の保管庫に追いやられた。絵画は1834年にはすでに美術館の保管庫にあったことが分かっており、その後、絵画は40年以上にわたって保管され、美術館が国有化された1868年になってようやく展示された。1938年、『1808年5月2日、マドリード』は対作品とともに輸送されている最中に、トラックがベニカルロで事故に遭い、本来の明るさと空間的関係が失われた。最初の修復は絵画がマドリードに戻った1941年に行われた。さらに2007年から2008年にかけて実施された修復により、元の品質が取り戻された。

## 評価
『1808年5月2日、マドリード』と『1808年5月3日、マドリード』は、ゴヤが記念碑性という点においてほとんど成功しなかった画家であることを如実に示している。両作品はスペインの軍人や民衆を英雄的に描いているわけでなければ、当時支配的であった熱狂的愛国心に追従しているわけでもなく、それどころか特定の場所で起きた具体的な事件すら描いていない。それよりもゴヤは実際に起きた歴史的事件から出発しながらも、戦争の真の犠牲者である名もなき民衆を主役とし、戦争の本質というべき、暴力と破壊、残虐性、絶望、そして死を、最も純粋かつ普遍的な形で描き出している。